# Коломиец, Артём Михайлович
Артём Миха́йлович Коломи́ец (род. 11 февраля 1964, Киев) — сильнейший сёгист Украины, 3-й дан ФЕСА, 5-й дан NSR, чемпион Европы по сёги 2005 и 2008 г. Один из первых сёгистов Украины (научился играть в 2000 году).
С 2007 по 2013 год занимал 1-ю позицию в европейском ФЕСА-листе (в 2013 году это место занял Жан Фортен).
Максимальный рейтинг Эло — 2132 (январь 2003).

## Разряды
- 2002 — 3 дан ФЕСА
- 2006 — 5 дан NSR

## Победы
- 30-31 марта 2002: Чемпионат Украины по сёги, блиц (8 человек, 2 круга; 14 очков из 14).
- 6-7 апреля 2002: Чемпионат Украины по сёги (12 человек, 6 очков из 6).
- 17 августа 2003: Турнир по сёги с участием Ёсихисы Судзуки и Минору Икэтани, Киев (16 человек, 5 очков из 5).
- 12 октября 2003: 1-й командный Чемпионат Украины по сёги (4 команды, 16 человек) — I место в составе команды Киев-1 (3 очка из  3 на первой доске).
- 15-17 июля 2005: Чемпионат Европы по сёги, Пардубице (32 человека, 5 очков из 5).
- 21-22 июня 2008: Отборочный турнир на Международный форум сёги в Ровно (13 человек, 6 очков из 6).
- 11-13 июля 2008: Чемпионат Европы по сёги (блиц), Пардубице (6 очков из 7).
- 11-13 июля 2008: Чемпионат Европы по сёги, Пардубице (32 человека, 5 очков из 5).
- 11-13 июля 2008: WOSC, Пардубице (39 человек, 8 очков из 9).
- 27-29 декабря 2010: 2-й турнир по сёги в Кракове (17 человек, 8 очков из 9)[2].
- ноябрь 2014: Кубок Украины по сёги (7 человек, 6 очков из 6)[3]

## Другие достижения
- 14–15 апреля 2001: Чемпионат Украины по сёги (12 участников) — II место (4 очка из 5).
- 26-28 июля 2001: Киев Сёги Опен (27 участников) — II место (4 очка из 5).
- 18-19 октября 2002: 2-й Международный форум сёги, Токио (16 участников) — 5 место (3 очка из 5).
- 12 июня 2003: 1-й Кубок восточно-европейских чемпионов по сёги, Москва (4 участника) — II место (2 очка из 3).
- 1 мая 2004: 2-й Кубок восточно-европейских чемпионов, Москва (4 участника) — 4 место (1 очко из 3).
- 27 мая 2005: Международный турнир в Ровно, блиц (33 участника) — II место (5 очков из 6).
- 28-29 мая 2005: Международный турнир в Ровно (105 участников) — III место (4 очка из 6).
- 15-17 июля 2005: WOSC (64 участника) — 6 место (6 очков из 9).
- 2006: Участвовал во всеяпонском любительском турнире Рюо. Сыграл 4 партии в Токио (4 очка из 4) и 7 партий в Тендо (4 очка из 7).
- 8-9 ноября 2008: Международный форум сёги, Тендо (20 участников) — 6 место (2 очка из 5).
- 25-26 мая 2013: Kiev Shogi Open — II место (5 очков из 6).
- 19-20 июля 2013: Чемпионат Европы по сёги (32 участника) — III место.
- 19-21 июля 2013: WOSC (92 участника) — III место (7 побед из 9).
- 23-24 ноября 2013: Белорусская премьер-лига (16 участников) — III место (4 победы из 6).

## Ученики по сёги
- Белас Андрей, 1 кю ФЕСА
- Панькин Евгений, 4 кю
- Васюк Юрий, 5 кю

и др.

## Шахматы
Артём Коломиец — кандидат в мастера спорта по шахматам и шахматный тренер; преподаёт в шахматно-шашечной школе «Авангард».

## Статьи
Артём Коломиец — автор популярных статей про сёги и шахматы:
- Две половинки целого
- Законы классических шахмат и возможность их применения в сёги
- На Сёги Сэкай надейся, да сам не плошай
- Система P7e (P3e) против смещенной ладьи

## Мнение о сёги
На вопрос о том, заинтересованы ли японцы в развитии сёги в Европе, и почему они мало действуют в этом отношении, Артём сказал:
«Я думал об этом, и пришёл к выводу, что сёги являются тайным оружием Японии, поэтому они не поддержат развитие сёги во всём мире, потому что не захотят отдавать своё главное оружие. Япония была после Второй мировой войны раздавлена. И мне кажется, именно сёги помогли восстановиться Японии, потому что я по своему опыту, как сильный шахматист, могу сказать, что сёги позволяют увеличить скорость обработки информации на порядок».